# Réserve naturelle des îles Lavezzi
La réserve naturelle des îles Lavezzi était une réserve naturelle en Corse protégeant une partie de l'archipel des îles Lavezzi. Classée en 1982 pour une surface de 36 hectares, elle a été intégrée en 1999 dans la réserve naturelle des Bouches de Bonifacio.

## Localisation
Le territoire de la réserve naturelle est dans le département de la Corse-du-Sud, sur la commune de Bonifacio. Il comprend une partie de l'archipel des îles Lavezzi au sud-est de cette localité :
- l'île Lavezzo, la plus grande et la plus au sud,
- l'île Piana,
- l'île Ratino,
- l'île Porraggia, la plus au nord,
- les îles Sperduto et l'écueil de Sperduto, les plus à l'est.

La superficie comprend 79 ha terrestres et 5 093 ha maritimes, à l'exclusion du domaine terrestre de l'île de Cavallo et de l'îlot de San Baïnso. Bien que faisant partie de l'archipel des Lavezzi, la grande île de Cavallo et ses deux îlots, l'île San Baïnso et l'île Camaro Canto ne sont pas visées par le classement.

## Écologie (biodiversité, intérêt écopaysager…)
Depuis le classement des îles Lavezzi en réserve naturelle, de nombreuses études furent faites et se poursuivent sur la gestion des herbiers, des oiseaux marins (migrateurs et résidents) et sur les ressources halieutiques (en collaboration avec les pêcheurs professionnels). La réserve naturelle est incluse dans le sanctuaire des mammifères marins.

### Flore
L'archipel développe une multiplicité d'écosystèmes et biotopes (dunes et falaises maritimes, plages de sable et de galets, machair, îlots et récifs, landes, broussailles, recrus, maquis et garrigues (phrygana).
La zone maritime contient essentiellement des herbiers à posidonies et d'autres habitats marins.

### Faune
Le site des îles Lavezzi joue un rôle majeur pour des espèces résidentes comme le Cormoran huppé méditerranéen (Phalacrocorax aristotelis desmarestii) dont il abrite près de la moitié des effectifs nicheurs, le Puffin cendré (Calonectris diomedea) représentant plus d'un tiers de la population nicheuse nationale, le Faucon pèlerin (Falco peregrinus) et des espèces migratoires qui s'y reproduisent comme le Goéland d'Audouin (Larus audouinii), l'Océanite tempête (Hydrobates pelagicus), le Martinet pâle (Apus pallidus).
Les îles accueillent aussi certaines espèces comme étape migratoire : Aigrette garzette (Egretta garzetta), Balbuzard pêcheur (Pandion haliaetus), Busard des roseaux (Circus aeruginosus).

## Administration, plan de gestion, règlement
La gestion est assurée par la réserve naturelle des Bouches de Bonifacio (RNC147) qui gère désormais les Îles Lavezzi. La réserve naturelle des Îles Lavezzi fait partie du réseau des réserves naturelles de Corse.
Dans le cadre du réseau Natura 2000, le site a obtenu le statut de ZPS sous le code FR9410021.
Dans le cadre du réseau des Aires Marines protégées de France, elle s'associe au projet de création du Parc Marin International des espaces protégés de Corse et de Sardaigne de part et d’autre du détroit des Bouches de Bonifacio.

### Outils et statut juridique
La réserve naturelle a été créée par le décret no 82-7 du 6 janvier 1982. Ce décret est abrogé par le décret du 23 septembre 1999 qui l'intègre à la réserve naturelle des Bouches de Bonifacio. Par ailleurs, elle fera partie du futur Parc Marin International corso-sarde.